# Tarik Elyounoussi
Tarik Elyounoussi (Al Hoceima, Marokko, 23 februari 1988) is een Noors voetballer van Marokkaanse afkomst die doorgaans als aanvaller speelt. Hij verruilde Olympiakos Piraeus in januari 2018 voor AIK Solna. Elyounoussi debuteerde in 2008 in het Noors voetbalelftal.
Elyounoussi is een neef van betaald voetballer Mohamed Elyounoussi.

## Carrière
Elyounoussi begon met voetballen bij Trosvik in Fredrikstad. Dat verruilde hij in de zomer van 2005 voor Frederikstad FK, waarvoor hij dat jaar debuteerde in het betaald voetbal. Na drie jaar in eigen land, vertrok Elyounoussi naar sc Heerenveen. Daar had hij destijds familie, eveneens afkomstig uit Marokko. Zijn eerste seizoen bij Heerenveen bestond voornamelijk uit invalbeurten en in het tweede kwam hij nog minder aan spelen toe. De Nederlandse club verhuurde Elyounoussi in juni 2013 daarom voor een half jaar aan Lillestrøm SK, uit zijn eigen Noorwegen. Hier speelde hij wel een rol van betekenis. Lillestrøm wilde Elyounoussi definitief overnemen, maar vanwege een trainerswissel bij sc Heerenveen, wilde hijzelf terug om zich alsnog te bewijzen in de Nederlandse competitie. De nieuwe trainer Ron Jans had alleen ook geen plek voor hem in de selectie.
Elyounoussi keerde in januari 2011 terug Frederikstad FK. Dat verruilde hij in augustus 2012 vervolgens voor Rosenborg BK, waar hij voor drie jaar tekende. De komst van zowel Elyounoussi als Mikkel Diskerud werd bekendgemaakt tijdens de rust van een Europa League-duel tegen Servette.
In juni 2013 werd bekend dat Elyounoussi Rosenborg verruilde voor TSG 1899 Hoffenheim, waar hij voor vier seizoenen tekende. Dat was toen net ontsnapt aan degradatie waardoor het in het seizoen 2013/14 opnieuw in de Bundesliga uitkwam. In augustus 2016 vertrok hij naar de Griekese landskampioen Olympiakos Piraeus. In het seizoen 2017/18 speelt hij op huurbasis voor FK Qarabağ uit Azerbeidzjan. In januari 2018 werd de huur afgebroken en transfereerde hij naar AIK Solna.

## Clubstatistieken
| Seizoen         | Club                | Competitie      | Competitie | Competitie | Beker | Beker | Europa | Europa | Totaal | Totaal |
| Seizoen         | Club                | Competitie      | Wed.       | Dlp.       | Wed.  | Dlp.  | Wed.   | Dlp.   | Wed.   | Dlp.   |
| --------------- | ------------------- | --------------- | ---------- | ---------- | ----- | ----- | ------ | ------ | ------ | ------ |
| 2005            | Fredrikstad FK      | Tippeligaen     | 3          | 0          | 0     | 0     | 0      | 0      | 3      | 0      |
| 2006            | Fredrikstad FK      | Tippeligaen     | 25         | 5          | 0     | 0     | 0      | 0      | 25     | 5      |
| 2007            | Fredrikstad FK      | Tippeligaen     | 25         | 9          | 0     | 0     | 0      | 0      | 25     | 9      |
| 2008/09         | Fredrikstad FK      | Tippeligaen     | 14         | 3          | 1     | 1     | 0      | 0      | 15     | 4      |
| 2008/09         | sc Heerenveen       | Eredivisie      | 28         | 6          | 0     | 0     | 5      | 3      | 33     | 9      |
| 2009/10         | sc Heerenveen       | Eredivisie      | 9          | 0          | 1     | 0     | 2      | 0      | 12     | 0      |
| 2009/10         | → Lillestrøm SK     | Tippeligaen     | 11         | 2          | 1     | 1     | 0      | 0      | 12     | 3      |
| 2010/11         | sc Heerenveen       | Eredivisie      | 2          | 0          | 0     | 0     | 0      | 0      | 2      | 0      |
| 2010/11         | Fredrikstad FK      | Tippeligaen     | 28         | 13         | 3     | 0     | 0      | 0      | 31     | 13     |
| 2011/12         | Fredrikstad FK      | Tippeligaen     | 16         | 7          | 0     | 0     | 0      | 0      | 16     | 7      |
| 2012/13         | Rosenborg BK        | Tippeligaen     | 11         | 0          | 0     | 0     | 7      | 3      | 18     | 3      |
| 2013/14         | Rosenborg BK        | Tippeligaen     | 13         | 6          | 2     | 0     | 0      | 0      | 15     | 6      |
| 2013/14         | TSG 1899 Hoffenheim | Bundesliga      | 21         | 0          | 4     | 0     | 0      | 0      | 25     | 0      |
| 2014/15         | TSG 1899 Hoffenheim | Bundesliga      | 25         | 4          | 1     | 1     | 0      | 0      | 26     | 5      |
| 2016/17         | Olympiakos Piraeus  | Super League    | 6          | 1          | 0     | 0     | 3      | 1      | 9      | 2      |
| Carrière totaal | Carrière totaal     | Carrière totaal | 237        | 56         | 13    | 3     | 17     | 7      | 267    | 64     |

## Interlands
Elyounoussi maakte op 28 mei 2008 zijn debuut voor het nationale team van Noorwegen, in een vriendschappelijke wedstrijd tegen Uruguay, net als verdediger Vadim Demidov. Na vier minuten maakte hij een goal; dit was het snelste debuutdoelpunt voor het nationale team ooit. De wedstrijd eindigde in een 2-2 gelijkspel.

## Erelijst
| Competitie          |                 |                 |                 |                 |
| Competitie          | Aantal          | Jaren           |                 |                 |
| Frederikstad FK     | Frederikstad FK | Frederikstad FK | Frederikstad FK | Frederikstad FK |
| ------------------- | --------------- | --------------- | --------------- | --------------- |
| Beker van Noorwegen | 1x              | 2006            |                 |                 |
| sc Heerenveen       |                 |                 |                 |                 |
| KNVB beker          | 1x              | 2008/09         |                 |                 |
| Olympiakos          |                 |                 |                 |                 |
| Super League        | 1x              | 2016/17         |                 |                 |

IndividueelTalent van het Jaar Noorwegen: 2006 ,2007